# Vespa fervida
Vespa fervida är en getingart som beskrevs av Smith 1859. Vespa fervida ingår i släktet bålgetingar, och familjen getingar. Inga underarter finns listade i Catalogue of Life.